# Major League Baseball 1896
1896 års säsong av Major League Baseball (MLB) var den 21:a i MLB:s historia. MLB bestod under denna säsong av National League (NL), som bestod av tolv klubbar. Mästare blev Baltimore Orioles, som därmed tog sin tredje (och sista) ligatitel.
För tredje gången spelades en matchserie efter grundserien mellan mästarna och tvåorna, kallad "Temple Cup". Matchserien spelades i bäst av sju matcher och vanns av mästarna Baltimore Orioles över tvåorna Cleveland Spiders med 4–0 i matcher.

## Tabell
| Klubb                 | M   | V  | F  | O | V%    | GB   | PF  | PM  |
| --------------------- | --- | -- | -- | - | ----- | ---- | --- | --- |
| Baltimore Orioles     | 132 | 90 | 39 | 3 | 0,698 | –    | 995 | 669 |
| Cleveland Spiders     | 135 | 80 | 48 | 7 | 0,625 | 9,5  | 840 | 650 |
| Cincinnati Reds       | 128 | 77 | 50 | 1 | 0,606 | 12   | 784 | 620 |
| Boston Beaneaters     | 132 | 74 | 57 | 1 | 0,565 | 17   | 865 | 767 |
| Chicago Colts         | 132 | 71 | 57 | 4 | 0,555 | 18,5 | 815 | 805 |
| Pittsburg Pirates     | 131 | 66 | 63 | 2 | 0,512 | 24   | 787 | 741 |
| New York Giants       | 133 | 64 | 67 | 2 | 0,489 | 27   | 829 | 815 |
| Philadelphia Phillies | 130 | 62 | 68 | 0 | 0,477 | 28,5 | 890 | 889 |
| Brooklyn Bridegrooms  | 133 | 58 | 73 | 2 | 0,443 | 33   | 697 | 764 |
| Washington Senators   | 133 | 58 | 73 | 2 | 0,443 | 33   | 818 | 924 |
| St. Louis Browns      | 131 | 40 | 90 | 1 | 0,308 | 50,5 | 591 | 929 |
| Louisville Colonels   | 134 | 38 | 93 | 3 | 0,290 | 53   | 659 | 997 |

## Temple Cup
| 1 | 2 oktober 1896 | Baltimore Orioles | 7 – 1   | Cleveland Spiders | Union Park                                                                |                                                                           |
|   |                | W: Hoffer (1-0)   | Rapport | L: Young (0-1)    | Baltimore, MD Publik: 3 995 Längd: 1:45 Domare: Bob Emslie, Jack Sheridan | Baltimore, MD Publik: 3 995 Längd: 1:45 Domare: Bob Emslie, Jack Sheridan |

| 2 | 3 oktober 1896 | Baltimore Orioles | 7 – 2 (8) | Cleveland Spiders | Union Park                                                                |                                                                           |
|   |                | W: Corbett (1-0)  | Rapport   | L: Wallace (0-1)  | Baltimore, MD Publik: 3 100 Längd: 2:00 Domare: Bob Emslie, Jack Sheridan | Baltimore, MD Publik: 3 100 Längd: 2:00 Domare: Bob Emslie, Jack Sheridan |

| 3 | 5 oktober 1896 | Baltimore Orioles | 6 – 2   | Cleveland Spiders | Union Park                                                                      |                                                                                 |
|   |                | W: Hoffer (2-0)   | Rapport | L: Cuppy (0-1)    | Baltimore, MD Publik: Cirka 6 000 Längd: 2:00 Domare: Bob Emslie, Jack Sheridan | Baltimore, MD Publik: Cirka 6 000 Längd: 2:00 Domare: Bob Emslie, Jack Sheridan |

| 4 | 8 oktober 1896 | Cleveland Spiders | 0 – 5   | Baltimore Orioles | League Park                                                                     |                                                                                 |
|   |                | L: Cuppy (0-2)    | Rapport | W: Corbett (2-0)  | Cleveland, OH Publik: Cirka 2 000 Längd: 2:10 Domare: Bob Emslie, Jack Sheridan | Cleveland, OH Publik: Cirka 2 000 Längd: 2:10 Domare: Bob Emslie, Jack Sheridan |

## Statistik

### Slagmän

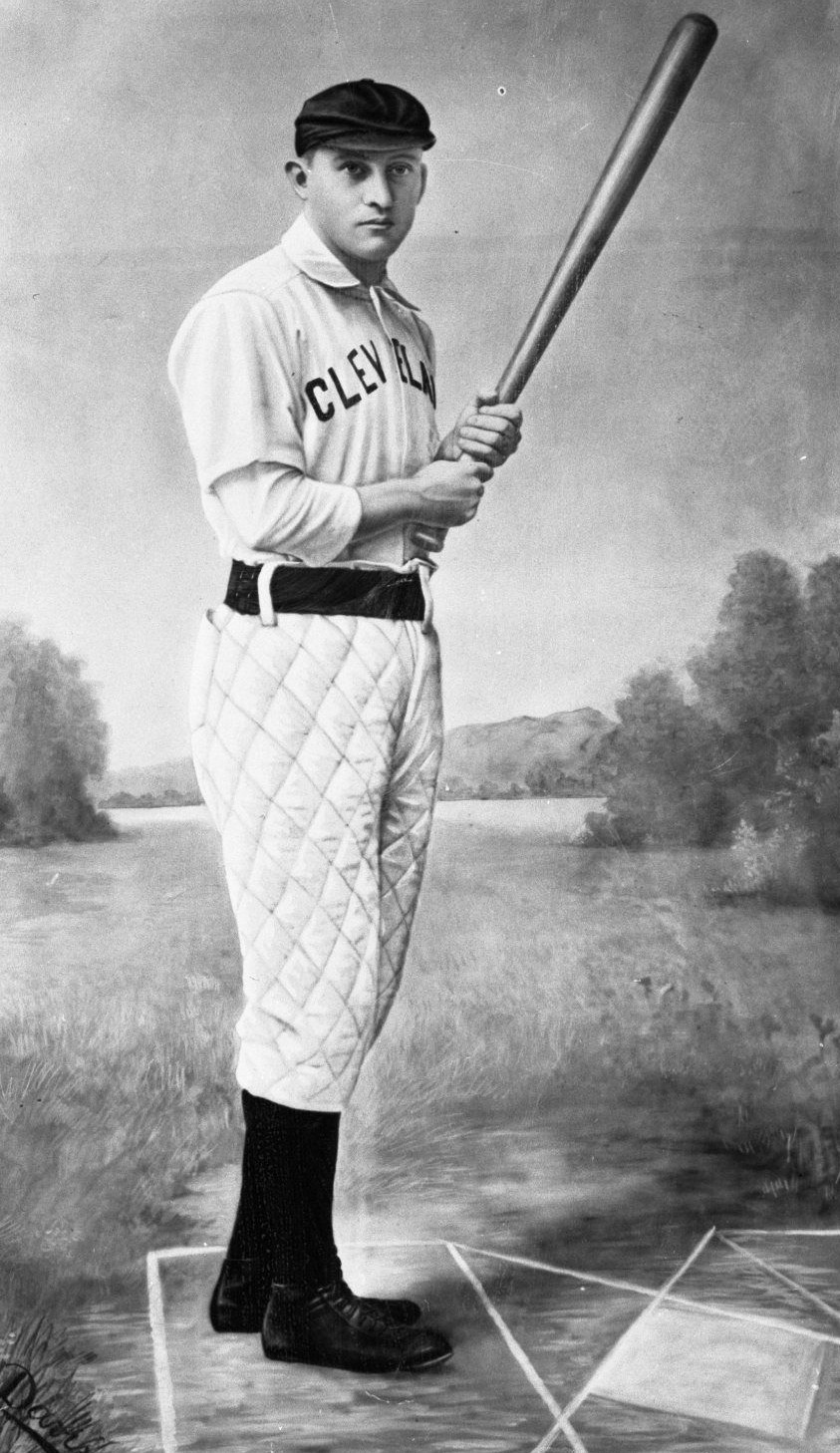
Jesse Burkett.

Källa: 
| Kategori | Slagman                   | Klubb        | Värde |
| -------- | ------------------------- | ------------ | ----- |
| AVG      | Jesse Burkett             | CLE          | 0,410 |
| HR       | Ed Delahanty · Bill Joyce | PHI WSH, NYG | 13    |
| RBI      | Ed Delahanty              | PHI          | 126   |
| R        | Jesse Burkett             | CLE          | 160   |
| H        | Jesse Burkett             | CLE          | 240   |
| OBP      | Billy Hamilton            | BOS          | 0,478 |
| SLG      | Ed Delahanty              | PHI          | 0,631 |
| SB       | Joe Kelley                | BAL          | 87    |

### Pitchers

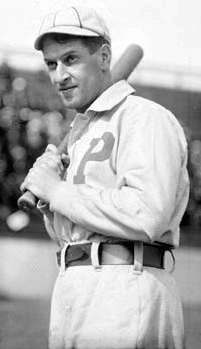
Kid Nichols.

Källa: 
| Kategori | Pitcher                    | Klubb   | Värde |
| -------- | -------------------------- | ------- | ----- |
| W        | Frank Killen · Kid Nichols | PIT BOS | 30    |
| ERA      | Billy Rhines               | CIN     | 2,45  |
| SO       | Cy Young                   | CLE     | 140   |
| IP       | Frank Killen               | PIT     | 432,1 |
| CG       | Frank Killen               | PIT     | 44    |
| SHO      | Frank Killen · Cy Young    | PIT CLE | 5     |
| SV       | Cy Young                   | CLE     | 3     |
| WHIP     | Billy Rhines               | CIN     | 1,23  |